# 巴尔塞基略
巴尔塞基略，是西班牙安达卢西亚自治区科尔多瓦省的一个市镇。总面积122平方公里，总人口436人（2001年），人口密度4人/平方公里。